# Устюжское Благовещение
«У́стюжское Благове́щение» — русская икона Благовещения Пресвятой Богородицы, написанная в 20—30-х годах XII века в Великом Новгороде. Одна из немногих сохранившихся русских икон домонгольского периода. В настоящее время находится в Государственной Третьяковской галерее. В Русской православной церкви 8 июля (по юлианскому календарю) установлено празднование в воспоминание легендарного чуда, связанного с нею, — «Знамение от иконы Божией Матери Благовещения во граде Устюге».

## История иконы
История иконы известна по Второй Новгородской летописи и другим письменным источникам XVI—XVII веков, которые сообщают, что в середине XVI века она была перенесена в Москву царём Иваном Грозным из Георгиевского собора новгородского Юрьева монастыря:
взял из Новгородской Софии в Москву образ Благовещения Юрьева монастыря.
Дата появления иконы в Москве однозначно не определена, называются 1547, 1554, 1561 года. Сначала икона была храмовым образом Благовещенского собора Московского Кремля, а в первой четверти XVII века её перенесли в Успенский собор, где установили в правой части местного ряда иконостаса. В Описи Успенского собора за 1627 год икона была названа «образ Благовещения пречистые Богородицы, греческое писмо, обложен серебром, оклад басменной, по полям святые, меж святых репьи».
В XVI—XVII веках с привезённой из Новгорода иконы было сделано два списка: для местного ряда иконостаса Архангельского собора и для Благовещенского собора (взамен оригинала, перенесённого в Успенский собор) с клеймами акафиста Богородицы на полях. Оригинальный образ был украшен золотым окладом с крупными драгоценными камнями и отборным жемчугом.
В 1918 году после закрытия Успенского собора икона попала в Государственный исторический музей. В 1920 году во Всероссийской реставрационной комиссии — в Комиссии по сохранению и раскрытию памятников древней живописи при Отделе изобразительного искусства Наркомпроса РСФСР Е. И. Брягиным и И. И. Сусловым (при участии ряда других реставраторов), она была раскрыта от оклада, начались реставрационные работы. В 1926 году она была передана в ГИМ, а в 1930 году икону передали в Третьяковскую галерею, где в 1935 году была произведена дополнительная реставрация И. И. Сусловым и Е. А. Домбровской.

### Происхождение названия

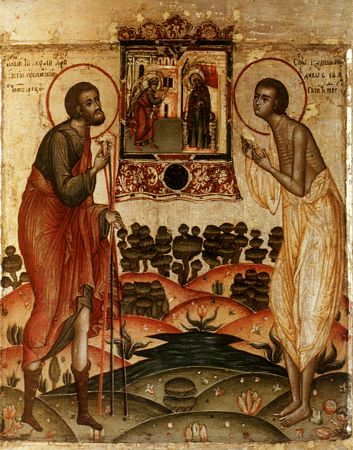
Моление Прокопия и Иоанна Устюжских иконе Благовещения

Своё название, «Устюжское Благовещение», икона получила благодаря преданию, что перед ней в 1290 году молился Прокопий Устюжский от избавления Великого Устюга от побиения «каменным градом», явившимися следствием падения метеорита в окрестностях города. Житие Прокопия сообщает, что во время его молитвы икона замироточила и «не стало более удушливого зноя, утихли молнии и громы, разошлись тучи». Появление иконы в Москве данное предание также, как и исторические свидетельства, связывает с Иваном Грозным.
Данная легенда возникла в XVIII веке на основании эпизода жития Прокопия Устюжского, написанного в XVII веке. Эта легенда не находит подтверждения ни в общерусских хрониках, ни в устюжских источниках. Напротив, согласно Устюжскому летописному своду, в 1496 году: «Загореся церковь Успение изнутри, невесть от чего загореся со всеми иконами чудотворными и с кузнью, и сосуды, и книги, и не сняли и замка…». То есть все устюжские святыни были уничтожены задолго до Ивана Грозного.
Несмотря на историческую недостоверность, связь иконы с Устюгом поддерживалась многими церковными деятелями. В 1747 году по благословению великоустюжского архиепископа Гавриила был сделан список с иконы, который торжественно перенесли в Великий Устюг. Этот же архиерей составил службу в память о чудесах от иконы, совершившихся при жизни преподобного Прокопия. В 1783 году архимандрит Александр (Лёвшин) составил «Историческое описание» Успенского собора Московского Кремля в котором изложил новосоставленную историю древней новгородской иконы, связав её почитание с Прокопием Устюжским. Легенда была настолько устойчивой, что 8 июля (по юлианскому календарю) в Русской церкви был установлен праздник «Знамение от иконы Божией Матери Благовещения во граде Устюге».
При разграблении Москвы во время Отечественной войны 1812 года икона лишилась своего драгоценного оклада, и устюжане в 1818 году пожертвовали 8000 рублей на изготовление новой ризы. На её нижнем поле была сделана несохранившаяся надпись: «Матери Бога нашего за избавление от гибели Устюга в лето 1290 посвящают вновь сооруженную ризу вызолоченную в 1818 году».

### Установление новгородского происхождения иконы
Впервые о новгородском происхождении иконы исследователи заговорили в 1928 году (через 8 лет после снятия с неё оклада), но не приводили каких либо исторических аргументов в пользу этой версии. В 1933 году Дмитрий Айналов пытался доказать новгородское происхождение иконы, основываясь на сообщении дьяка Ивана Висковатого, относящегося к 1554 году («Розыск или список о богохульных строках и о сомнениях святых честных икон дияка Ивана Михайлова сына Висковатого…»):

…да на оконе Благовещениа Святыя Богородици, вверху написанъ образъ Господа Саваофа… вземъ царь и великий князь в Великом Новеграде в Юрьеве Монастыре, а письмо корсунское, а как принесена из Корсуни, тому лет пятьсот и более.

Однозначно новгородское происхождение иконы было установлено Виктором Лазаревым. Им была установлена тождественность размеров иконы Благовещения с иконой великомученика Георгия из иконостаса Георгиевского собора Юрьева монастыря, написанной в то же время, а также наличие в новгородской живописи XIV века ряда икон Благовещения, идентичных по иконографии «Устюжской» иконе.

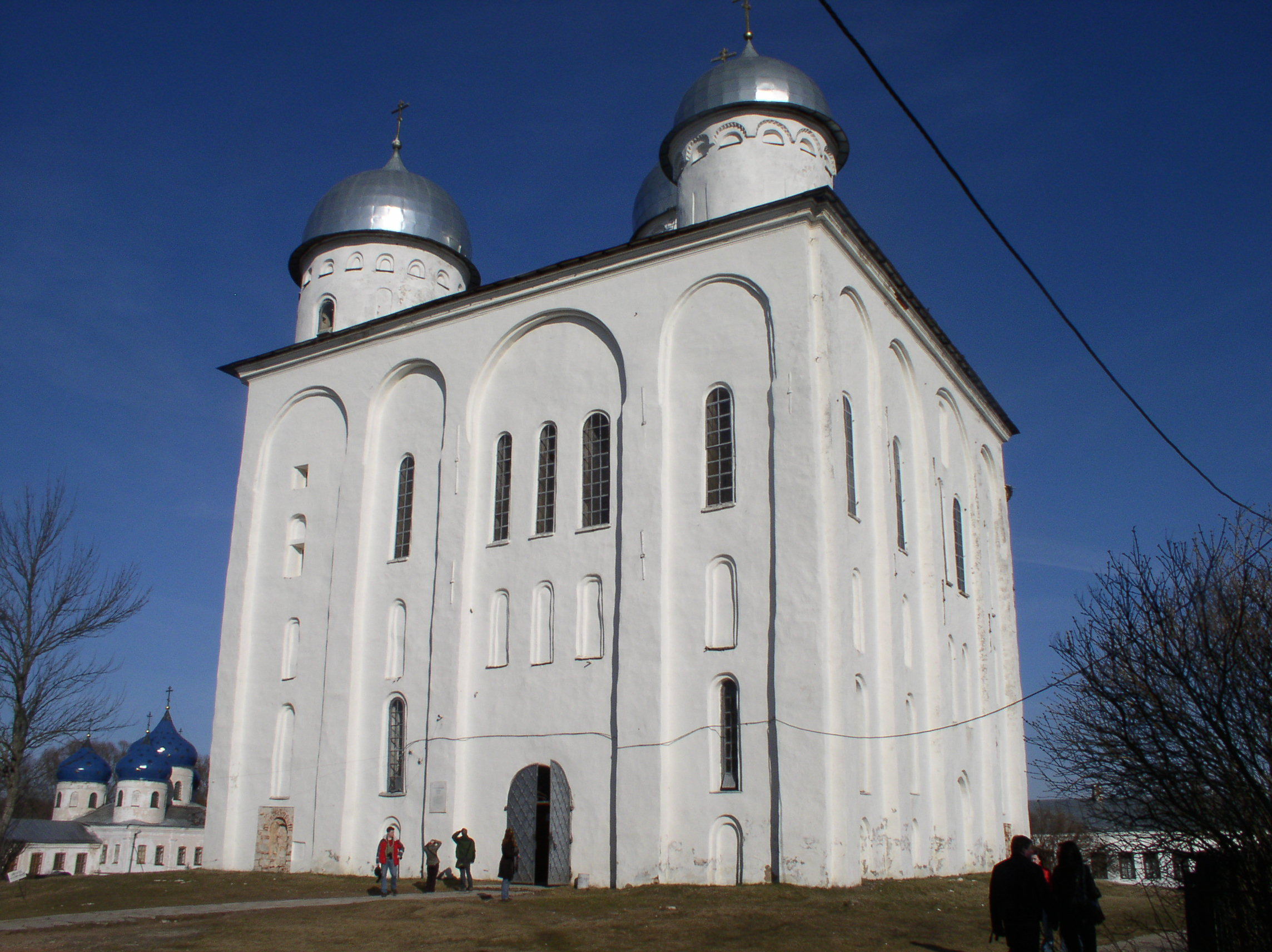
Георгиевский собор Юрьева монастыря, для которого была написана икона

### Датировка иконы

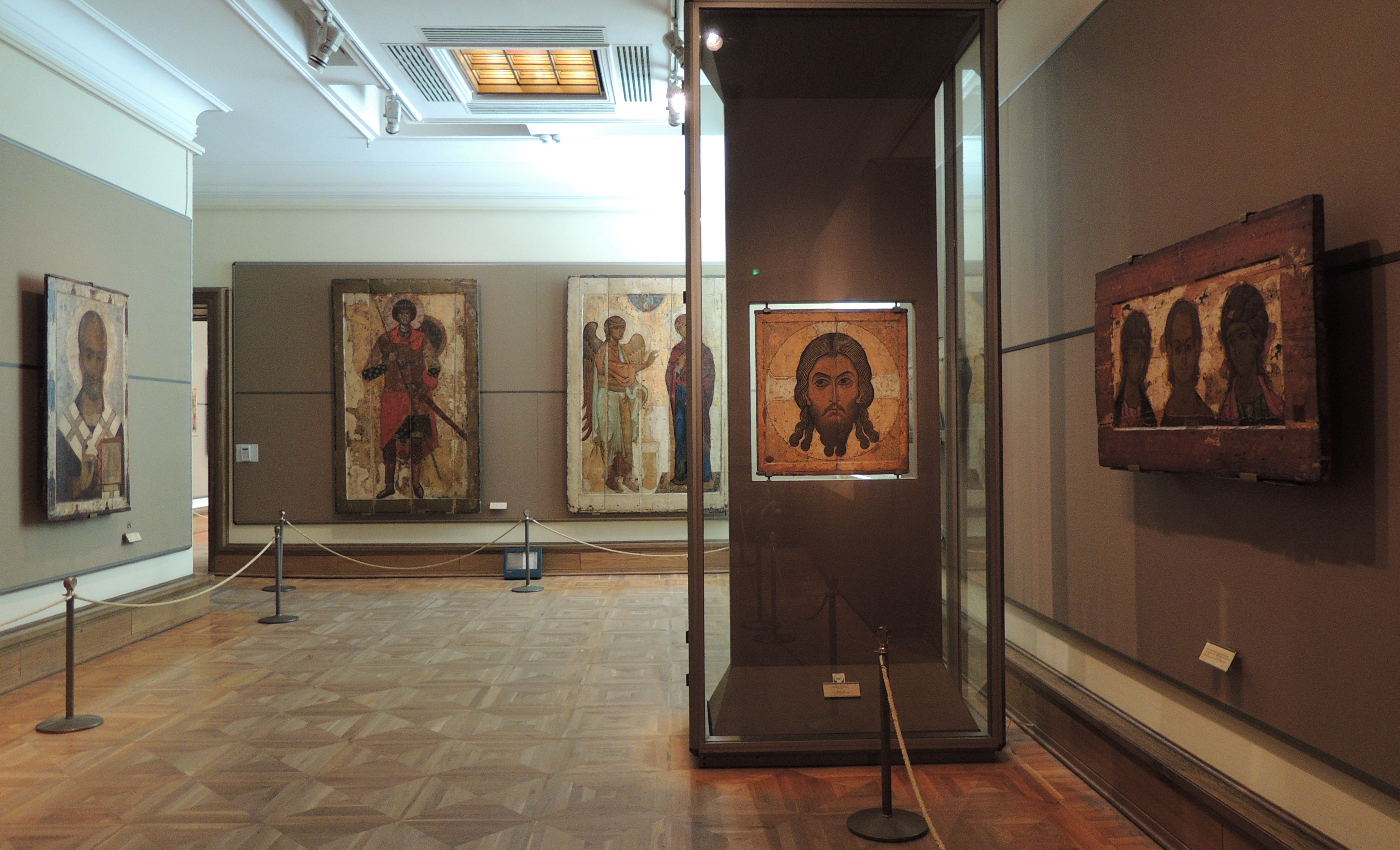
Икона в экспозиции Третьяковской галереи

Виктор Лазарев датирует написание иконы 1119—1130 годами и связывает её написание с возведением каменного Георгиевского собора Юрьева монастыря при князьях Всеволоде Мстиславиче и его отце Мстиславе Владимировиче. В пользу данной датировки выступает:
- отсутствие позема (условного обозначения земли);
- сходство позы архангела Гавриила с фресковым изображением середины XII века в Мирожском монастыре Пскова[15].

Знаток древнерусской живописи митрополит Макарий (Булгаков) датировал написание иконы XI веком, связывая её появление со временем основания Юрьева монастыря (а не Георгиевского собора, как Лазарев).
Существует версия, что икона была написана в качестве храмового образа для Благовещенской церкви на Городище в Новгороде (постройка завершена в 1112 году). Однако, по мнению Галины Колпаковой, при этом икону никак нельзя датировать 1110-ми годами, по времени создания она относит её к периоду, определённому Лазаревым.
При этом существуют и другие датировки иконы: в общем XII веком и концом XII века.

## Характеристика иконы
Икона написана на липовой доске с тремя поперечными и двумя накрест лежащими набивными шпонками. В качестве краски использована яичная темпера. Оригинальный размер доски составляет 229 на 144 см. Позже она была надставлена со всех сторон сосновыми досками, которые увеличили её размер до 238 на 168 см.
В XVI веке была произведена реставрация иконы, на фоне этого времени сохранились следы надписи киноварью. В XVII веке икона также была реставрирована, подновления этого периода оставлены на несохранившихся местах оригинальной живописи.
Академик В. Н. Лазарев характеризует технику исполнения иконы следующим образом:

В монументальных фигурах архангела Гавриила и Марии чувствуется основательное знание автором иконы современных ему образцов византийской живописи. Хотя фигуры несколько грузны, чем они отличаются от изображений на чисто греческих иконах, им свойственна строгая пропорциональность. Моделировка лиц отличается особой мягкостью. Колорит «Устюжского Благовещения» отличается в целом известной сумрачностью, что вообще типично для икон домонгольского времени.

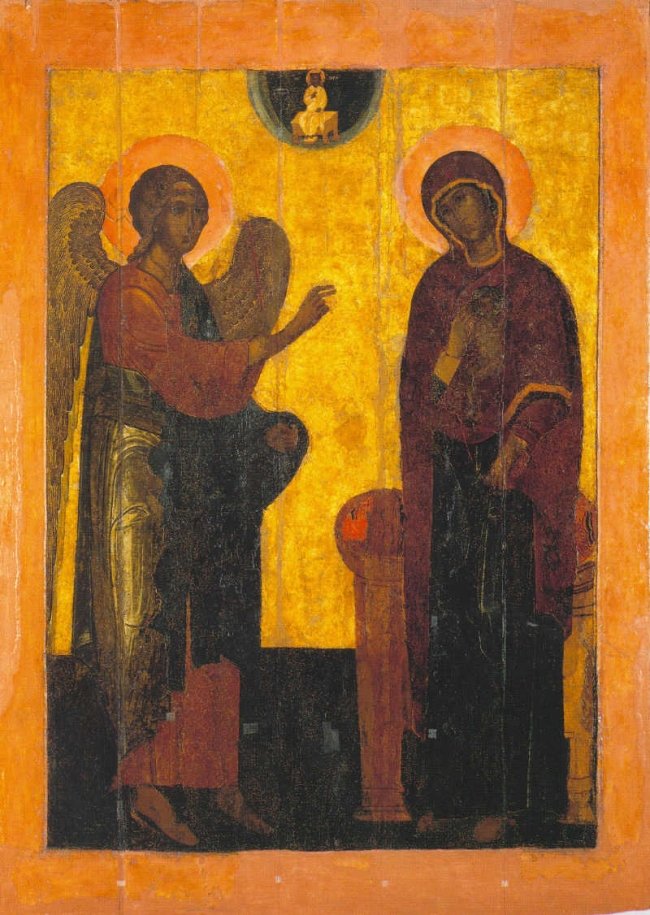
Список Устюжского Благовещения для Архангельского собора (XVI век)

## Списки
После перенесения иконы в Москву с неё в течение XVI—XVII веков был сделан ряд списков:
- для Архангельского собора Московского кремля, XVI век.

Благодаря этому списку возможно получить представление об изначальном виде иконы. На списке нимбы и поля окрашены в розовый цвет, что позволяет предположить что изначально Устюжское Благовещение также имело эту особенность. Это подтверждается также тем, что цветные нимбы были характерны для новгородских икон данного периода, они присутствуют например на иконе великомученика Георгия из иконостаса Георгиевского собора Юрьева монастыря (Новгород, XII век);
- для Успенского собора Троице-Сергиевой лавры, XVI век (имеет многочисленные клейма на сюжеты земной жизни Богородицы и увеличенное изображение Ветхого Деньми, помещена второй иконой местного ряда иконостаса, слева от Царских врат);
- для Благовещенского собора Московского Кремля, XVII век (уменьшенный размер, клейма акафиста Богородице);
- для Смоленского собора Новодевичьего монастыря[21];
- для Соловецкого монастыря, конец XVI — начало XVII века (имеет фоновое изображение зданий, велум, позем в котором виднеется пещера с вертепом, указывающих место Рождения Христа; была храмовым образом церкви Благовещения над Святыми воротами, в настоящее время в музее-заповеднике «Коломенское»)[22].

## Иконография
Сцена Благовещения на иконе представлена в редчайшем иконографическом изводе — со входящим в лоно Богоматери младенцем Иисусом. Использованы также апокрифические детали — красная пряжа в руках Девы Марии. В верхней части иконы изображён Ветхий Денми, восседающий на херувимах и восславляемый серафимами. Появление данного иконографического типа академик В. Н. Лазарев относит к послеиконоборческому периоду и связывает с влиянием богослужебных текстов (Синаксарь на 24 марта, богородичный гимн Октоиха).
- Дева Мария

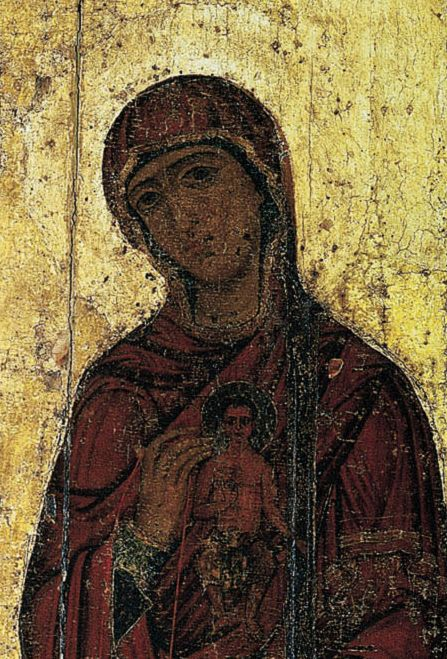
Дева Мария и младенец Иисус

Мария изображена в винно-красном мафории (лишён традиционных для её иконографии звёзд, но его край украшен золотой бахромой) и темно-синем хитоне. Она стоит перед престолом (от него уцелели лишь часть подножия и фрагмент золотой узорной ткани под ногами Богородицы).
Лицо Богородицы изображено лишённым ярко выраженных чувств или эмоций, эта нейтральность выступает символом её смирения перед волей Бога:235. Её голова немного наклонена к явившемуся ей вестнику. На лице Марии видны румяна на щеках, лбу, верхних веках, на носу и шее.
В её левой руке моток красной пряжи (возникла из рассказа апокрифического Протоевангелия Иакова), нить пропущена сквозь пальцы правой руки Богородицы и спускается вниз к несохранившемуся пряслицу на подножии. Правая рука Богородицы изображена с отставленным указательным пальцем, образуя подобие благословляющего жеста, которым она прикасается к нимбу младенца Христа:231.
- Младенец Иисус

Богомладенец изображён фронтально в полный рост, «на персях у Пречистой вообразися и мало знати, аки в стекле». Тело Иисуса исполнено в красноватых тонах, что на фоне красного мафория Богородицы делает его фигуру как бы просвечивающей сквозь одеяние Марии. Правая рука младенца помещена строго в центре его фигуры и сложена в благословляющем жесте, левая опущена вниз с широко и распластано раскрытой ладонью.:232 Обнажённая плоть Иисуса (тело покрыто только набедренной повязкой, намекающей на предстоящие Распятие Христово) является традиционным указанием на наличие в нём человеческой природы. Нимб Иисуса написан тёмным серебром.
- Архангел Гавриил

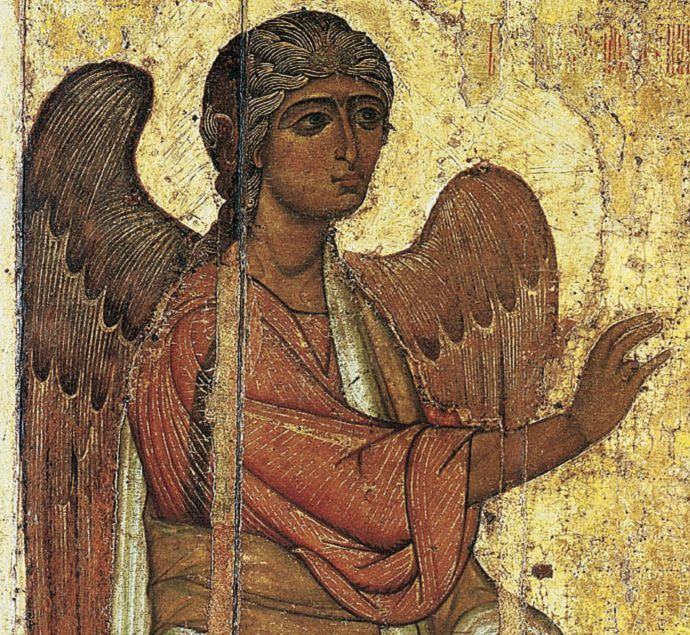
Архангел Гавриил

Изображён в охряном хитоне и голубоватом гиматии с золотыми волосами. Заглубления и тени одежды переданы дополнительными цветами, а глубина складок подчеркнута тёмным вилкообразным рисунком. Хитон и волосы Гавриила покрыты золотым ассистом, наложенным по диагонали, что указывает на направление света, падающего на иконе сверху и слева.
Через гиматий проступает оранжевый тон нижней одежды. Отчетливость складкам гиматия придаёт грузило, прикреплённое к концу гиматия, перекинутому через правое плечо архангела. Гавриил с ораторским жестом обращается к Марии. В его левой руке виден сохранившейся фрагмент мерила.
Г. С. Колпакова отмечает, что Гавриил изображён так, что его

«движение словно натыкается на незримую преграду, демонстрируя непреодолимую даже для небесного вестника границу между тварным (архангел) и Той, что служит вместилищем Несотворённого».

- Ветхий Денми

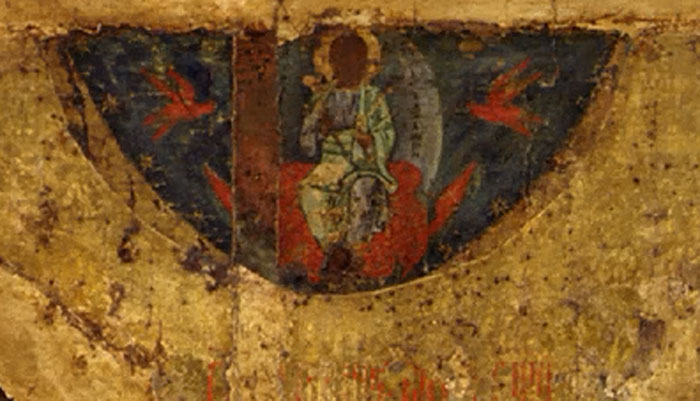
Ветхий Деньми

Изображён в синей мандорле, сидящем на красном престоле-этимасии, поддерживаемом огненными херувимами. Выше их расположены серафимы с золотыми рипидами. Голова окружена крещатым нимбом, в левой руке свиток, а от правой благословляющей руки исходит луч к Богородице (возможно в луче было традиционное для икон Благовещения изображения Святого Духа в образе голубя). Изображение сопровождается древней чёрной колончатой надписью «IC ХС трѣсвяты [в]ѣтъхы д[ѣ]неми».
В XVI веке икона была отреставрирована: новым левкасом окружили фигуры архангела, Марии и Ветхого Деньми (фрагменты древнего золотого фона уцелели у полусферы неба и в нижней части иконы). В соответствии с композиционными приемами XVI века были искажены изначальные контуры фигур: головы уменьшены, а сами фигуры сделаны более тонкими. В этот же период, вероятно, были дописаны (либо был изменён их контур) крылья архангела Гавриила. Это подтверждается тем, что они написаны на левкасе XVI века, лежащем также на нимбах и полях, а также тем что крылья отсутствуют на списке иконы, сделанном перед реставрацией Устюжского Благовещения, для Архангельского собора, что отражает древнюю традицию изображения ангелов без крыльев.
По мнению исследователей, иконописец, создавший Устюжское Благовещение, связан с мастерами, украшавшими мозаикой и фресками Михайловский Златоверхий собор. При этом византинист К. Манго отмечает, что новгородская икона воспроизводит иконографию аналогичной фрески, украшавшей апсиду Халкопратийской базилики Константинополя, в которой хранился пояс Богородицы.